# Zeng (stat)

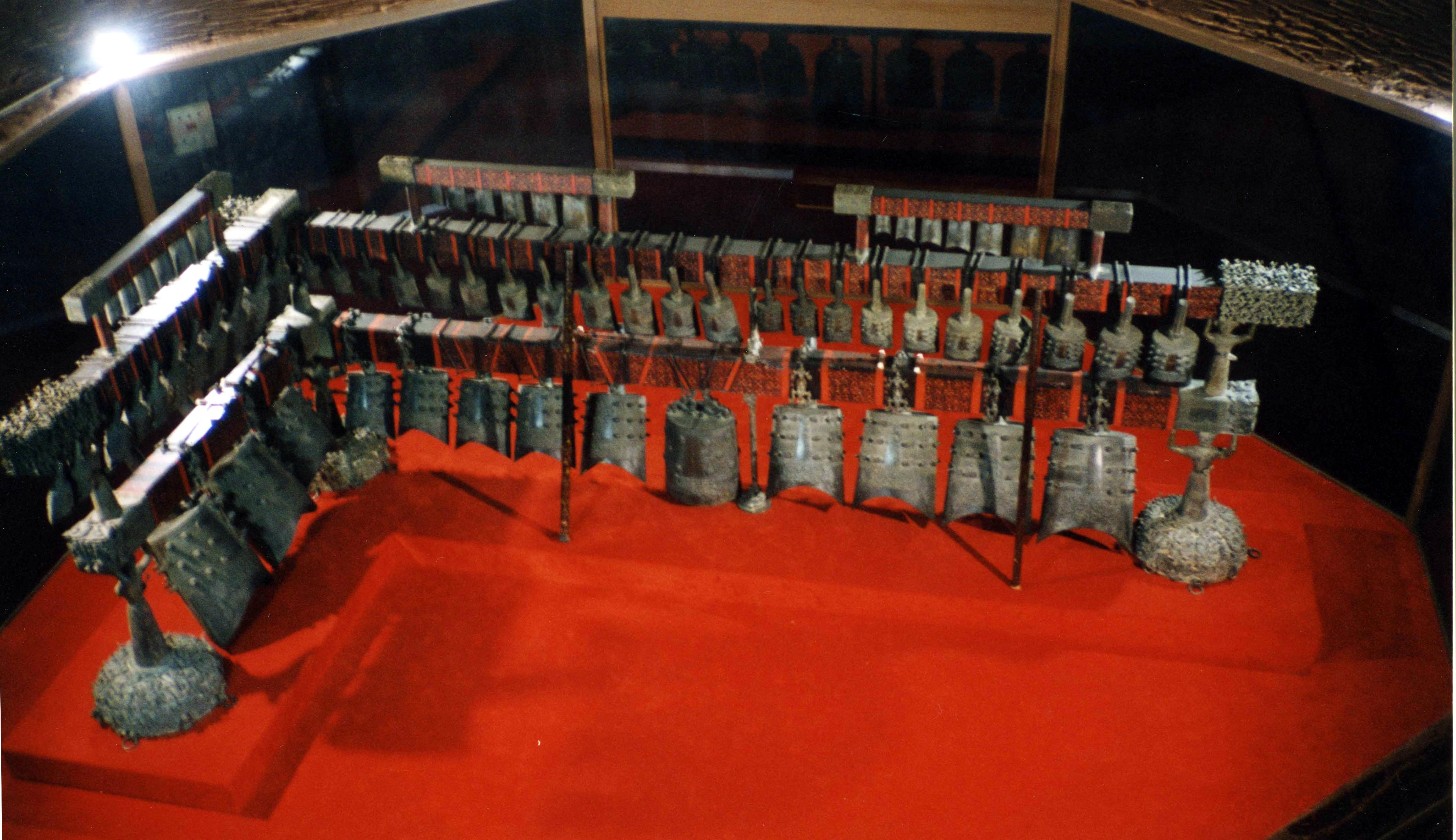
Bronsklockor från Markis Yi av Zengs grav.

Zeng (曾国; Zēngguó) var en historisk stat i Kina. Staten existerade under tiden för Zhoudynastin (1046 f.Kr.–256 f.Kr.) och hade sitt territorium kring Suizhou i Hubeiprovinsen. Arkeologiska fynd tyder på att Zeng eventuellt var samma stat som Sui. Staten Zeng blev uppmärksammad bland annat från upptäckten av Markis Yi av Zengs grav 1978.
Zengs territorium hade sitt centrum kring västra delen av Suizhou och fynd tyder på att dess territorium sträckte sig upp till Henans sydvästra gräns. Suizhou var ett viktigt militärt nav beroende på sitt strategiska läge mot den hotande staten Chu. Området var även en viktig transportväg mellan det kinesiska centralplanet och kopparfyndigheterna vid mellersta Yangtzefloden. Samtliga gravar från Zengs överhet är begravda inom 10 km i området kring Suizhou.
Fynd indikerar att staten Zeng bildades under Västra Zhoudynastin (1046–771 f. Kr.) och hade sin storhetstid i inledningen av Östra Zhoudynastin (770–256 f.Kr.). Zeng existerade vidare fortfarande under inledningen av De stridande staterna som inleddes i början på  börjar på 400-talet f.Kr.
Zeng omnämns i den klassiska historiekrönikan Vår- och höstannalerna, där även en annan stat med namn Zeng nämns som fanns i provinsen Shandong.

## Relationen med statenSui
I de flesta äldre kinesiska historiska annaler nämns bara staten Sui i området kring Suizhou Hubei under tiden för Östra Zhoudynastin. Baserat på artefakter där staten Zeng nämns började historiker på 1930-talet spekulera kring om det fanns ytterligare en stat i regionen under Östra Zhoudynastin.
Efter 1949 hittades en stor mängd relikter från Suis forna territorium där "Zeng" fanns i inskriptionerna, vilket bekräftade 1930-talets spekulationer. Efter att Markis Yi av Zengs grav tillsammans med en stor mängd välbevarade artefakter hittats 1978 i det som troddes vara Suis område trappades diskussionerna upp kring relationen mellan Zeng och Sui. Bland annat publicerade historikern Li Xueqin den 4 oktober samma år artikeln "The Riddle of the State of Zeng" i Guangming Daily där han hävdar att Sui och Zeng var samma plats.
Enligt arkeologiprofessorn Ren Wei besegrades Sui av Zeng som därefter ockuperade landet.. Teorin om att Zeng och Sui var samma sak får stöd från flera håll, och det var vanligt under Östra Zhoudynastin att stater använde två namn.